# حضوضا
حضوضا أو قاع حضوضا (وتكتب: حظوظا) تقع بين محافظة طبرجل والقريات بالقرب من مركز فياض طبرجل بطول نحو 40 كلم وعرض 15 كلم تقريباً. ويتوسطها هضاب بركانية أشهرها جبل "قدير الذهب".
تمتاز حضوضا بصعوبة العبور؛ بسبب أنها سبخة تغور فيها أرجل من يحاول عبورها وخصوصًا بعد الأمطار، ولأنها أرض سبخة تبقى فيها المياه عدة أشهر، وتعد مضرب مثل للنهاية السيئة، والدعاء بعدم العودة والهلاك؛ نظراً لصعوبة عبورها، وقد كثرت الأساطير حولها حتى قيل إن بعض أجزائها يبتلع من يسير عليها من بشر وحيوانات.